# Opa!
Opa! (gr. Ωπα!) – utwór greckiego piosenkarza Jorgosa Alkieosa wydany w formie singla 26 lutego 2010 roku pod szyldem wytwórni Friends Music Factory i umieszczony na czernastej płycie studyjnej artysty zatytułowanej Giorgos Alkaios Music z 2010 roku. Piosenkę skomponował i wyprodukował sam Alkieos, natomiast za tekst odpowiadali Giannis Antoniu, Dimitris Hortarias, Manos Hortarias, Dionisis Sxoinas, Tolis Sxoinas, Kassiani Karagiule i Stauros Apostolu. Jak podkreślali twórcy, piosenka opowiada o „porzuceniu przeszłości za sobą i rozpoczynaniu wszystkiego od nowa”.
14 kwietnia 2010 roku ukazał się oficjalny teledysk do piosenki, którego reżyserem został Sherif Francis. Klip był nagrywany w Milos.
W 2010 roku utwór został zakwalifikowany do finału krajowych eliminacji eurowizyjnych, a 12 marca wygrał głosowanie jurorów i telewidzów, dzięki czemu został wybrany na propozycję reprezentującą Grecję w 55. Konkursie Piosenki Eurowizji organizowanym w Oslo. 25 maja piosenka została zaprezentowana przez piosenkarza i towarzyszący mu zespół w pierwszym półfinale konkursu i z drugiego miejsca awansowała do finału. W sobotnim koncercie finałowym zajął ósme miejsce, zdobywając łącznie 141 punkty, w tym m.in. maksymalne noty 12 punktów z Albanii, Belgii, Cypr i Wielkiej Brytanii.

## Lista utworów
CD single
1. „Opa!” – 3:01

- Teledysk do utworu „Opa!”

## Notowania na listach przebojów
| Kraj              | Lista (2010)                 | Najwyższe miejsce |
| ----------------- | ---------------------------- | ----------------- |
| Grecja            | Greek Digital Top 10 Singles | 4                 |
| Finlandia         | Singles Top 20               | 20                |
| Belgia (Flandria) | Ultratop 50 Singles          | 37                |
| Wielka Brytania   | UK Singles Chart             | 110               |